# PzH 2000
PzH 2000(독일어: Panzerhaubitze 2000)은 독일의 자주포이다. 현존하는 자주포 중 최고의 성능을 가지고 있다고 평가되지만 고가의 최신장비를 사용하여 매우 비싸고, 방호력 증대 및 적재량 향상을 위해 중량이 많이 나가는 단점이 있다. PzH 2000은 3발의 탄을 8.4초만에 발사할 수 있고 지속사격으로 20발의 탄을 1분 47초만에 발사할 수 있을 정도로 높은 발사 속도를 가지고 있다. 또한 자동 장전 장치를 가지고 있어 빠른 장전이 가능하다. 다만 고성능으로 인해 가격이 상당히 높은 데다가 냉전이 끝나면서 독일의 국방비 삭감으로 인해 도입대수가 많이 줄어 매우 고가의 무기체계가 되었다.

## 개발
1986년 이탈리아, 영국, 독일은 PzH 155-1(SP-70)의 공동 개발을 중단하기로 합의하고 각자 차기 자주포 개발에 나선다. 이에 영국은 AS-90 자주포를 개발하고 독일은 SP-70의 39구경장 포 대신 새로 개발하는 52구경장 포를 사용한 PzH 2000을 개발하게 된다. 개발에는 베그만(Wegmann)사와 라인메탈사가 공동으로 참여하였으며 베그만사가 주계약자로 체계 통합을 담당하였고 라인메탈에서는 주요 구성품들을 제작하였다. 현재는 1998년 베그만 사와 크라우스-마페이(Krauss-Maffei)사와 합병하여 생긴 크라우스-마페이 베그만(Krauss-Maffei Wegmann, KMW)사에서 생산하고 있다.
한편 KMW는 가격을 절감하고 보다 경량화하기 위해 PzH 2000의 체계를 이용한 도나르(Donar)를 개발하였다.

## 성능
PzH 2000은 라인메탈에서 제작한 155mm 52구경장 유탄포를 탑재하고 있다. 또한 자동 장전 장치를 장착하였으며 라인메탈에서 제작한 모듈 장약을 사용하여 긴 사거리와 빠른 연사 속도를 가진다. 이로 인해 PzH 2000은 고속사격으로 8.4초만에 3발을, 1분 안에 최대 12발을 발사 가능하고 지속사격으로도 1분 47초만에 20발의 탄을 발사할 수 있다. 또한 사거리 역시 월등히 길어 일반탄은 30 km, 사거리 연장탄은 40km까지 발사 가능하다. 2006년에는 남아프리카 공화국의 데넬에서 개발한 V-LAP(Velocity-enhanced Long-Range Artillery Projectile)탄을 이용해서 56km의 사거리를 기록하기도 하였다.
PzH 2000은 최대 60발의 탄약을 적재할 수 있다. 또한 자동 장전 장치를 이용하여 단 두명이서 60발의 탄약과 288개의 장약을 10분 50초만에 재보급하는 것 또한 가능하다. 뿐만 아니라 자동화된 사격통제장치의 영향으로 2명의 승무원만으로도 목표를 타격하는 것이 가능하며 이동중에도 30초 안에 첫 발을 발사할 수 있다.

## 사용 국가
- 독일 : 153[4]
- 이탈리아 : 70[5]
- 네덜란드 : 39[1]
- 그리스 : 24[5]

## 같이 보기
- 2S19
- AS-90
- K-9
- XM2001 크루세이더